# (39709) 1996 TH48
(39709) 1996 TH48 là một tiểu hành tinh vành đai chính. Nó được phát hiện bởi Seiji Ueda và Hiroshi Kaneda ở Kushiro, Hokkaidō, Nhật Bản, ngày 9 tháng 10 năm 1996.